# تیم سیفی
تیم سیفی (ترکی استانبولی: Tim Seyfi؛ زادهٔ ۱۰ اوت ۱۹۷۱) هنرپیشه، و بازیگر سینما اهل آلمان است.
از فیلم‌ها یا برنامه‌های تلویزیونی که وی در آن نقش داشته‌است می‌توان به هشدار برای کبرا ۱۱، در مقابل دیوار و در اشاره کرد.